# 莫哈末巴里·拉曼
莫哈末巴里·烏爾-拉曼 （羅馬化：Muhammad Baligh Ur Rehman，1970年12月21日—） 是一名巴基斯坦政治家，自2022年5月30日以来担任第39任旁遮普省省長，由巴基斯坦總統阿里夫·艾維任命。 2022年5月30日，他對著拉合爾高等法院首席大法官穆罕默德·阿米尔·巴蒂宣誓就職旁遮普省省長一職。在此之前，他在2013至2017年间担任巴基斯坦教育部部長和禁毒部部長。2008年至2018年5月，他一直是巴基斯坦國民議會的成員。